# Primera dama de l'Azerbaidjan
Primera dama de l'Azerbaidjan (en àzeri: Azərbaycanın birinci xanımı) - és l'esposa del president de la República de l'Azerbaidjan. La Primera dama acompanya els seus cònjuge en les cerimònies oficials. Des de 2003, la Primera dama de l'Azerbaidjan és Mehriban Alíeva, esposa del president actual de la República Ilham Alíev.

## Llista de les primeres dames
| №  | Primera dama      | Cap de l'Estat   |
| 1. | Adilya Mutalibova | Aiaz Mutalibov   |
| 2. | Aziza Mammadova   | Iakub Mammadov   |
| 3. | Adilya Mutalibova | Aiaz Mutalibov   |
| 4. | Aida Baghirova    | Isa Gambar       |
| 5. | Khalima Alíeva    | Abulfaz Eltxibei |
| 6. | -                 | Heidar Alíev     |
| 7. | Mehriban Alíeva   | Ilham Alíev      |